# Openbaar aanklager
De openbaar aanklager is degene die namens 'de staat' of namens 'het volk' mensen die ervan verdacht worden de wet te hebben overtreden in staat van beschuldiging stelt. Vervolgens moeten één of meer rechters beoordelen of de verdachte gestraft moet worden, en welke straf wordt opgelegd.

## Nederland

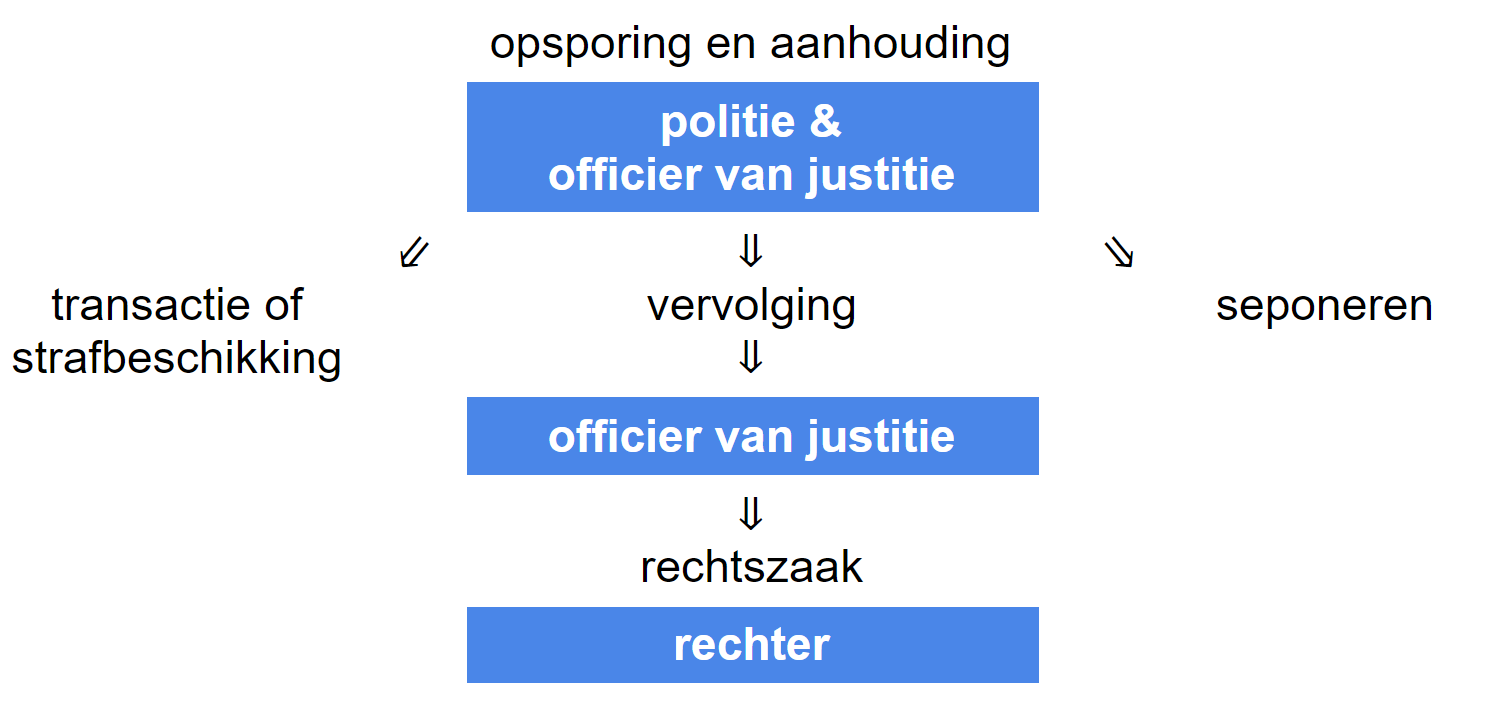
Wanneer er een misdrijf is gepleegd, verloopt de procedure volgens een vast patroon.

In Nederland heet de openbare aanklager officieel officier van justitie, bij het gerechtshof advocaat-generaal. De officieren van justitie maken deel uit van het Openbaar Ministerie. De personen die op het hoogste niveau leiding geven aan het Openbaar Ministerie heten procureur-generaal.
De juristen van het Beroepscollege wedstrijdarbitrage van de Koninklijke Nederlandse Voetbalbond worden ook aanklagers of openbare aanklagers genoemd.

## België
In België heet een openbare aanklager op het niveau van de correctionele rechtbank en het hof van assisen een procureur des Konings, op het niveau van het hof van beroep gaat het om een procureur-generaal (zie Belgisch strafrecht). Zij maken allen deel uit van het Openbaar Ministerie.